# Tsutomu Fujihara
Tsutomu Fujihara (Mie, 3 oktober 1980) is een voormalig Japans voetballer.

## Carrière
Tsutomu Fujihara speelde tussen 1999 en 2003 voor Cerezo Osaka, Avispa Fukuoka en Jatco.

## Statistieken
| Japan   | Japan          | Japan           | League | League | Emperor's Cup | Emperor's Cup | J-League Cup | J-League Cup | Totaal | Totaal |
| Seizoen | Club           | League          | Wed.   | Goals  | Wed.          | Goals         | Wed.         | Goals        | Wed.   | Goals  |
| ------- | -------------- | --------------- | ------ | ------ | ------------- | ------------- | ------------ | ------------ | ------ | ------ |
| 1999    | Cerezo Osaka   | J. League 1     | 0      | 0      | 0             | 0             | 0            | 0            | 0      | 0      |
| 2000    | Cerezo Osaka   | J. League 1     | 0      | 0      | 0             | 0             | 0            | 0            | 0      | 0      |
| 2001    | Cerezo Osaka   | J. League 1     | 1      | 0      | 0             | 0             | 1            | 0            | 2      | 0      |
| 2002    | Avispa Fukuoka | J. League 2     | 0      | 0      |               |               | -            | -            | 0      | 0      |
| 2003    | Jatco          | Football League | 8      | 0      |               |               | -            | -            | 8      | 0      |
| Totaal  | Totaal         | Totaal          | 9      | 0      | 0             | 0             | 1            | 0            | 10     | 0      |